# Kevätön
Kevätön eller Kevätönjärvi är en sjö i Finland. Den ligger i kommunen Siilinjärvi i landskapet Norra Savolax, i den centrala delen av landet, 400 km norr om huvudstaden Helsingfors. Kevätön ligger 90,3 meter över havet. Den är 10,1 meter djup. Arean är 3,7 kvadratkilometer och strandlinjen är 18,65 kilometer lång. Sjön  ingår i Vuoksens huvudavrinningsområde. 